# TEPCO
TEPCO (ime nastalo od kratice na engleskom jeziku The Tokyo Electric Power Company, Incorporated, japanski 東京電力株式会社, Tōkyō Denrijoku kabušiki-gaiša na hrvatski bi se prevelo kao Električna energija Tokio.

## Vanjska poveznica
- Službena stranica